# Howard Hanson
Howard Hanson (født 28. oktober 1896 i Wahoo, Nebraska, død 26. februar 1981 i Rochester, New York, USA) var en amerikansk komponist og dirigent, med svenske aner.
Hanson ledede Eastman School of Music i Rochester (1924 – 1964) og er mest kendt for sin 2. symfoni Romantisk (1930) som gav ham stor popularitet , især i USA.
Han var inspireret af Jean Sibelius og Edvard Grieg, og hans 1. symfoni Nordisk (1923) bærer også præg heraf. Hans 4. symfoni Requiem (1943) , vandt ham pulitzerprisen. Han skrev i alt 7 symfonier. Han skrev også korværket Sangen om Demokratiet (1957).
Hanson var også frontkæmper for at gøre amerikansk klassisk musik mere synligt og kendt. Han dirigerede og indspillede mange symfonier og orkesterværker skrevet af sine landsmænd på pladeselskabet Mercury. Han fik opkaldt en fornem koncertsal efter sig i Rochester.

## Udvalgte værker
- Symfoni nr. 1 "Nordisk" (1922) - for orkester
- Symfoni nr. 2 "Romantisk" (1930) - for orkester
- Symfoni nr. 3 (1936-1938) - for orkester
- Symfoni nr. 4 "Requiem" (1943) - for kor og orkester
- Symfoni nr. 5 "Ofring" (1955) - for orkester
- Symfoni nr. 6 (1967) - for orkester
- Symfoni nr. 7 "Havsymfoni" (1977) - for kor og orkester
- "Klagesangen for Beowulf" (1925) - for kor
- "Suite glædelig montering" (1938) - for orkester
- Klaverkoncert (1948) - for klaver og orkester
- "Mosaik" (1957) - for orkester
- "Elegi til minde om Sergei Koussevitsky" (1956) - for orkester
- "Sangen om Demokratiet" (1957) - for kor, blæserorkester og  strygeorkester
- "Fantasi variationer på et tema om ungdommen" (1951) - for orkester